# Наративна терапия
Наративната терапия е форма на психотерапия, използваща наратив. Тя е първоначално разработена през 70-те и 80-те на 20 век, основно от австралийския психолог Майкъл Уайт и неговият приятел и колега, Дейвид Епсон, от Нова Зеландия.
Техният подход става доминиращ в Северна Америка през 90-те с публикацията на книгата им „Наративни средства за терапевтични резултати“ (Narrative Means to Therapeutic Ends) , която е последвана от множество книги и статии за преди неповлияващи се случаи на анорексия нервоза, СДВХ, шизофрения и много други проблеми.
През 2007 Уайт публикува Карти на наративна практика (Maps of Narrative Practice), – презентация на шест начина на ключови разговори.
Терминът „наративна терапия“ има специфично значение и не е съвсем същият като наративна психология, естествено, както и други видове терапии, които също използват истории. Конкретно наративния терапевт сътрудничи на клиента в процеса на развиване на по-богати (или по-„дебели“) наративи. В този процес наративния терапевт задава въпроси, за да генерира ясни и ярки описания на житейския опит и събитията в нега, които дотогава не са били включени в сюжета на проблематичната история. Процесът на екстернализация  помага на хората да обмислят техните отношения с проблемите, а от там и мотото на наративната терапия „Не човекът е проблемът, проблемът е проблемът.“ Така наречените силни страни или положителни качества и свойства са също екстернализирани, помагайки на хората да се ангажират в конструкцията и представянето, влизането в действие на едни желани и предпочитани идентичности / идентификации.